# 丹波市立山南中学校
丹波市立山南中学校（たんばしりつさんなんちゅうがっこう）は、兵庫県丹波市山南町谷川に設置されている公立中学校。同市内では最も南に位置する中学校である。略称は山中（さんちゅう）もしくは山南中（さんなんちゅう）。
山南中学校は3代存在し、初代山南中学校は1947年（昭和22年）に開校し、1958年（昭和33年）には隣校区の山南町立上久下中学校と統合して2代目に移行した。3代目となる現中学校は、2代目中学校が生徒数の減少などから丹波市立和田中学校と2023年（令和5年）4月に統合され、新たに校舎が新設されたものである。3代目中学校は山南中央公園（2021年（令和3年）5月閉園、2026年に和田中学校跡地に漢方の里総合運動公園として開園予定）の跡地に建設され、初代及び2代目が位置していた旧校舎は閉鎖された。

## 沿革
特に説明のない出典は公式サイトより。

### 初代（1947年-1958年）
1947年（昭和22年）、学制改革により設立が認可され、5月に上久下村立上久下中学校と共に開校した。当初の名前は久下村・小川村組合立山南中学校で、校舎も小川小学校、久下小学校、上久下小学校のものを使用していたが、2年後（昭和23年）には本校の校舎が落成した。
1955年（昭和30年）には、山南町発足に伴い、上久下中学校と共に山南町立となり、校名が「山南町立山南中学校」となる。翌年（昭和31年）には、裏山の農園で栽培を行っていたことから、文部省から産業教育研に指定された。
1958年（昭和33年）4月、上久下中学校を統合して、改めて山南町立山南中学校が成立。上久下中学校は閉校し、2代目中学校は和田地区を除く山南町の全域を校区とした。

### 2代目（1958年-2023年）

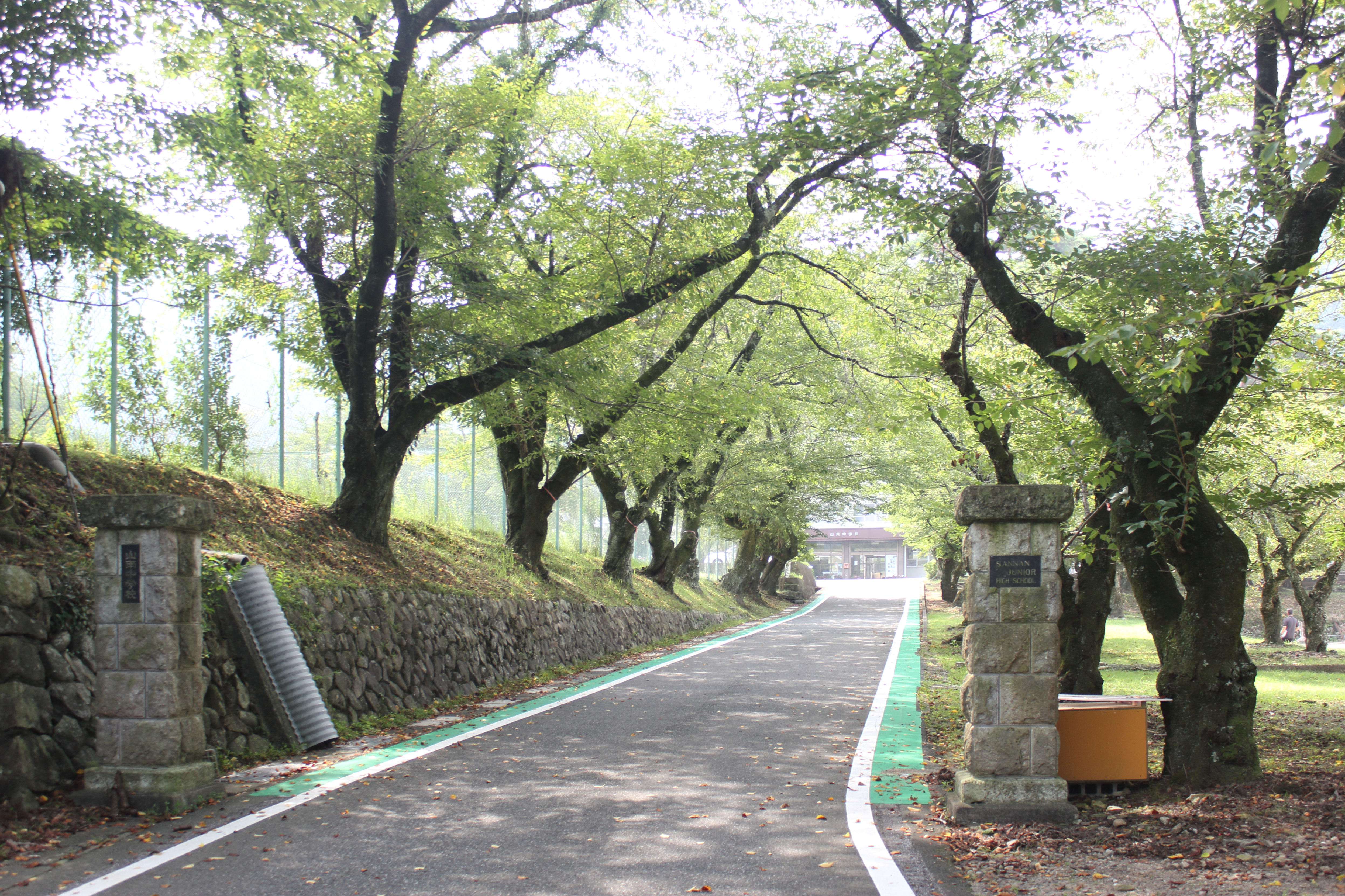
2023年まで使われていた初代および2代目校舎(コンクリート化後、2017年8月)

裏山に設置されていた農園は1960年代に廃止され、1963年にテニスコートが、1966年にプールが設置された。
1975年（昭和50年）5月、木造の校舎本館が鉄筋コンクリート化され、1996年（平成8年）と1997年（平成9年）の9月には、大規模改修工事が行われた。2004年（平成16年）、氷上郡合併による丹波市発足に伴い、丹波市立山南中学校に名称変更された。
修学旅行の行き先は、広島、長崎を経て、2000年（平成12年）に沖縄方面になったが、新型コロナ流行の影響で、2020年（令和2年）から2022年（令和4年）まで長崎に変更になった。2000年と2001年（平成13年）にかけては、長崎の山王神社で被爆したクスノキの子孫「永遠の木」計2本が植樹された。うち1本は、3代目中学校への移植が検討されていたが、後に断念された。

#### 統合に至る協議
2012年（平成24年）に山南中学校と和田中学校の統合が住民により提言され、統合委員会が発足。統合校の設置場所は①市有地に建設②和田中、 山南中の既存校舎の活用と増改築③新たな土地に新校舎を建設の3案が提示された。
このうち、新校舎の建設場所については、11月26日に開かれた第2回会合で山南中央公園一帯に建設する案が出された一方、12月21日には和田地区の自治会が「文部科学省が中学校の適正通学距離を 「６キロ以内」 としている」として、 和田西部から 7キロ程度 の山南町井原の農村地域に建設する案を出した。2014年（平成26年）2月1日に投票が開かれたが、16対13で2つの案が拮抗した。協議の難航の末に、2016年（平成28年）に「合意形成はできない」として同準備委を休止し、3年半にわたるこれまでの議論を白紙に戻す決定を行った。しかし両中学校の統合の必要性は認め、両校校舎の大規模改修の計画が議論の対象になる際に、新しい委員で協議再開をめざすことを決めた。
2018年（平成30年）に委員を一新し、和田地区の委員を増やして再開。統合準備委員会で、中央公園への新設案と両中学校の既存校舎増改築を比較検討、論点整理の上、場所決定を教育委員会に委ねた。2019年（令和元年）9月2日、採決に加わらなかった教育長を除く全会一致で両中学校の2023年（令和5年）4月統合と、山南中央公園への新校舎建設が決定し、3代目中学校の校名も2代目と同じ「丹波市立山南中学校」となった。
2021年（令和3年）度より制服の移行が始まり、2023年（令和5年）3月25日に2代目中学校校舎の閉鎖に伴い閉校式が開かれ、2代目中学校は65年の歴史に幕を下ろした。同日には初代中学校と同年に開校した和田中学校でも閉校式が開かれ、市内最長となる76年の歴史に幕を下ろしたほか、同年度には市島の鴨庄小学校でも閉校式が行われている。旧校舎の今後については未定である。

### 3代目（2023年-）
一方で新校舎の建設は市役所山南支所の向かいにある山南中央公園に建設することが決定。同公園が2021年5月に閉園すると、すぐに施設の解体を開始。屋内施設解体後の土地に校舎を新設し、グラウンドをそのまま転用することとなった。2021年の解体工事着手後、およそ30億円の予算をかけ、新校舎は2023年2月に完成した。3月1日には竣工式を開催され、工事関係者やPTA代表らが学校を見学した。
2023年（令和5年）4月7日に開校式が開かれた。

### 年表
- 昭和22年4月10日  - 学制改革により、久下村・小川村学校組合立山南中学校及び上久下村立上久下中学校として設立が認可され5月開校 校舎は小川小、久下小、上久下小の各部を使用
- 昭和23年6月 - 校舎落成式
- 昭和30年7月 - 町村合併により山南町立に改称
- 昭和31年3月 - 体育館竣工。果樹園栽培により、文科省から産業教育研指定
- 昭和33年4月 - 上久下中学校を合併。上久下校舎閉鎖、理科・家庭科棟竣工
- 昭和36年10月 - 給食棟、音楽、図書、美術棟竣工
- 昭和38年8月 - 県中学校庭球大会会場記念としてテニスコート2面完成
- 昭和39年8月 - 技術科棟竣工
- 昭和41年8月 - 開校 20周年記念としてバスケットボール・バレーボールコート完成
- 昭和43年7月 - 水泳プール25メートル9コース完成
- 昭和45年12月 - 兵庫県より愛鳥モデル校の指定を受ける
- 昭和50年5月 - 本館鉄筋コンクリート3階建て延べ 2,635 平方メートル竣工
- 昭和63年3月 - 特別教室（理科・音楽・美術・技術・家庭・LL）棟鉄筋コンクリート2階建て延べ 1,534 平方メートル竣工
- 昭和63年6月 - プール更衣室完成
- 平成元年4月 - 兵庫県教育委員会より「やりぬく子を育てる道徳教育推進校」の指定を受ける
- 平成元年6月 - プール濾過器取り替え工事完成
- 平成3年2月 - 給食調理棟鉄筋コンクリート平屋建て延べ 132 平方メートル竣工
- 平成4年3月
- 平成5年11月
- 平成6年8月
- 平成7年
- 平成8年9月
- 平成9年
- 平成10年
- 平成11年
- 平成12年
- 平成13年2月
- 平成16年
- 平成17・18年
- 平成19年
- 平成20年12月
- 平成21年
- 平成23・24年
- 平成26年
- 平成27年
- 平成28年
- 平成29年
- 平成30年
- 令和元年
- 令和2年
- 令和5年3月
- 令和5年4月

## 部活動
★は3代目中学校移行後に新たに追加されたものを指す。

### 運動部
- 野球部
- サッカー部
- 陸上競技部
- ソフトテニス部
- 女子卓球部★
- バスケットボール部
- 女子バレーボール部

### 文化部
- 吹奏楽部
- 創作部★

## 校区内の小学校
＜出典：2023年4月23日時点の校区＞
- 丹波市立上久下小学校
- 丹波市立久下小学校
- 丹波市立小川小学校
- 丹波市立和田小学校

## 校区が隣接している学校

### 丹波市
- 丹波市立氷上中学校
- 丹波市立柏原中学校

### 丹波篠山市
- 丹波篠山市立西紀中学校
- 丹波篠山市立丹南中学校
- 丹波篠山市立今田中学校

### 西脇市
- 西脇市立西脇東中学校
- 西脇市立黒田庄中学校

### 多可町
- 多可町立中町中学校
- 多可町立加美中学校